# San Luis de Alba
En la ciudad de Puno, en el sur oeste, hay el Asiento Minero colonial: San Luis de Alba de Laicacota. Esto no debe confundirse con una refinería de plata colonial cercana llamada Chorrillos, que se ha denominado erróneamente como el "Fuerte de San Luis de Alba ." Este artículo se refiere al Asiento Minero, no la instalación minera para la extracción de plata.

## Historia
Gran ciudadela española, se estima que fue un tipo de centro minero hispánico creado por orden de Gaspar y José de Salcedo, los famosos Hermanos Salcedo fundadores de Puno, que en ese momento era llamado San Luis de Alba, de donde se extraía plata.
Las minas de Laykakota fueron descubiertas el 1 de mayo de 1657 por José de Salcedo, bajo una laguna ubicada entre los cerros Cancharani y Cerro Negro. Se dice que fueron reveladas por Malika (hija del cacique de Laykakota y descendiente de Cusi Coyllur) a su esposo José de Salcedo. Rápidamente los Hermanos Salcedo trabajaron la veta con tanto ímpetu y tal suerte que descubrieron que era riquísima, convirtiéndose en los hombres más adinerados del virreinato llegando a poseer una fortuna de 24 millones de pesos fuertes o su equivalente, el Real de a 8.

## Batalla de Laykakota
El 28 de octubre de 1661, tuvo lugar una batalla entre mestizos sublevados de La Paz y españoles fieles a la corona. Los sublevados asesinaron al corregidor de aquella ciudad, así como al corregidor de Carabaya, Don Juan de Ortega e hiriendo de gravedad al alcalde paceño Don Antonio Vaca Dávila saqueando sus casas, soltando de la cárcel a presos y destruyendo haciendas de particulares, siendo cabecilla Juan de Vega. Se encaminaron a Laykakota y San Antonio de Esquilache. Muchos mestizos de los confines del Cusco a Potosí se les unieron y otros amenazaron seguir el ejemplo.
El capitán de Laykakota, Pedro de Arquinigo junto al asistente general Francisco de Guzmán y Toledo, gobernador de Chucuito, lograron, al mando de la gente de Laykakota, oponerse con más de cien hombres españoles, a los alzados. Gaspar de Salcedo pagó el sustento y las armas de los asediados e incluso a su costa, hizo piezas de artillería, a imitación de las que se hacían en Chile. Los rebeldes saquearon Chucuito, después de matar al cacique gobernador de ese lugar; y llegaron a quemar las moliendas de plata de Huarumpampa y el trapiche que Gaspar de Salcedo tenía a media legua de Laykakota.
Tras la batalla de Laykakota y vencedores los Hermanos Salcedo, a Gaspar de Salcedo se le concedió el título de Maestre de Campo y el virrey Diego de Benavides y de la Cueva, conde de Santisteban, le dio las gracias por sus servicios.

## Destrucción de la ciudad
Los hermanos Salcedo fueron partícipes de los disturbios de Laykakota, originada por las diferencias entre andaluces y vascos, los dos grupos más importantes que habitaron la ciudadela. 
El 3 de agosto de 1668, llega a San Luis de Alba Pedro Antonio Fernández de Castro cuyo recibimiento, fue (según las historias) apoteósico, las calles de la ciudad fueron cubiertas con barras de plata, se levantaron arcos ornamentales con flores y adornos de plata. Los disturbios fueron finalmente sofocados por el virrey Pedro Antonio Fernández de Castro, Conde de Lemos sin disparar una sola bala. El 12 de octubre de 1668 los Hermanos Salcedo fueron sentenciados, sus bienes embargados y dictada la destrucción de la ciudad. Más de tres mil hogares fueron incendiados, el terreno de la ciudad fue asolado echándole sal, más de cien personas fueron ejecutadas y más de dos mil fugaron.
La historia cuenta que la doncella aimara Malika, esposa de José de Salcedo, mandó anegar las minas en venganza al trágico final de su esposo y que, cuando el mismo conde quiso reabrir las minas bajo propiedad del rey, con la esperanzas de sus futuras riquezas vio que las minas estaban totalmente inundadas e impedía toda labor fructífera. Aunque la opinión de Don Antonio de Ulloa, atribuye esta anegación a la constitución misma del terreno, agravada por las frecuentes y bruscas paralizaciones que las labores sufrieron durante toda esta época.
Una vez concluidos los asuntos del virrey en esta parte del Alto Perú, partió rumbo a Copacabana.

## Conclusiones
San Luis de Alba fue construida con el deseo de lograr una metrópolis, pero al final el intento fue sofocado por el virrey, quien luego de destruir la ciudad desplazó a los habitantes al pueblo de Puno, dándole el título de villa y agregándole el nombre de San Carlos de Puno, en homenaje al rey Carlos II de España el 4 de noviembre de 1668.
Hoy en día sólo quedan las ruinas del Fuerte de San Luis de Alba, construida por José de Salcedo como defensa de la ciudad ante posibles asedios.